# Adhamiyya
De Adhamiyya is een mystieke soefi-orde binnen de islam. Deze orde is genoemd naar de 9e-eeuwse soefi Ibrahim ben Adham.
Er is geen teken dat deze orde vandaag de dag nog bestaat. In Jeruzalem bevindt zich een gebouw dat "Zaouïa Adhamiyya" genoemd wordt.